# Circolo Borgognone

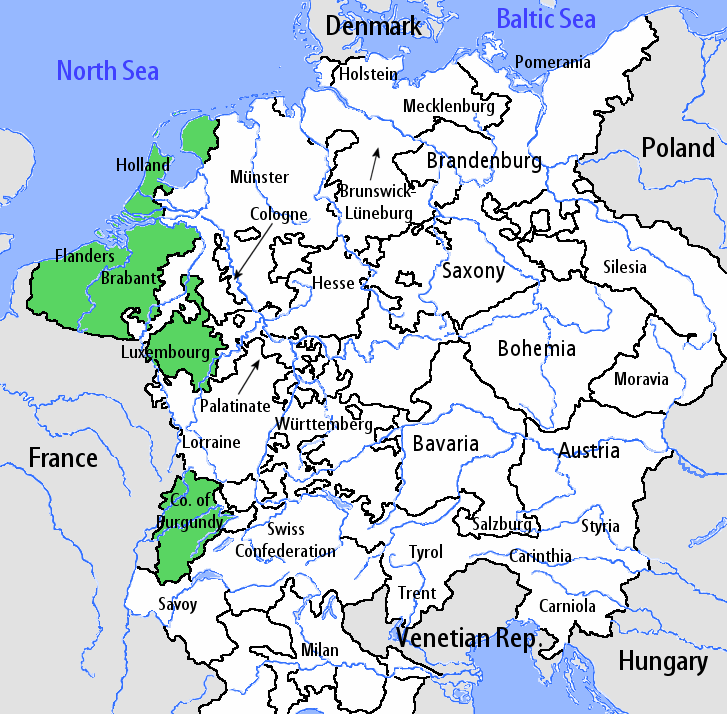
Mappa delle province imperiali all'inizio del XVI sec. La provincia borgognona è indicata in verde.

La Provincia Borgognona o della Borgogna fu un circolo imperiale del Sacro Romano Impero. Venne creata nel 1512 da Massimiliano d'Asburgo, nonno di Carlo d'Asburgo, Duca di Borgogna, divenuto successivamente l'imperatore Carlo V d'Asburgo.
Corrispondeva ai Paesi Bassi del XV e XVI secolo, cioè gli attuali Paesi Bassi, Belgio, Lussemburgo, e parte del nord della Francia (Artois, Nord) con piccole porzioni della Germania dell'Ovest.

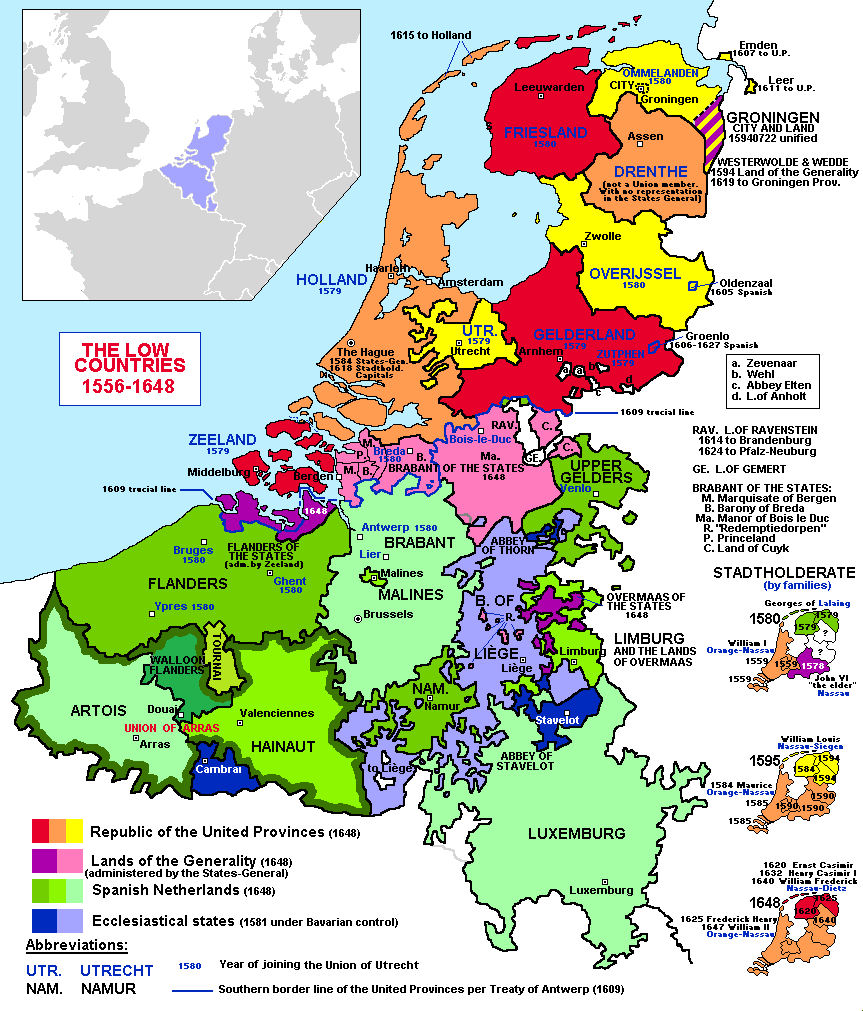
Mappa dei Paesi Bassi (1556-1648)

Caratteristica di questo circolo fu, fin da quando era in possesso dei duchi di Borgogna della Casata dei Valois, l’unione sia rappresentativa che dinastica di Diciassette Province. La prima assemblea degli Stati Generali si riunì a Bruges nel 1464. Quando l'unione passò agli Arciduchi d'Austria della Casa d'Asburgo, venne introdotto il nome di Provincia Borgognona, di cui la Prammatica Sanzione (1549) ne sancì l’indivisibilità. Destinata al ramo iberico dell’eredità carolina, il circolo divenne il veicolo dell’influenza del Re di Spagna nel Reichstag.

Stemma ducale

Bandiera della Borgogna

Stemma degli Stati Generali

Le funzioni amministrative di questo territorio vennero sensibilmente ridotte nel corso del XVII secolo con la secessione delle Sette Province nel 1581, ufficialmente riconosciuta con la pace di Vestfalia nel 1648, e l'annessione dell’Artois e della Franca Contea alla Francia nel 1678. Nel 1714 tutti i feudi imperiali del circolo passano dalla Spagna all'Austria (Paesi Bassi Austriaci). Come tale il circolo imperiale continua a figurare nella Matricola dell'impero, ma di fatto, i paesi che ne fanno parte non pagano i tributi all'erario imperiale, né forniscono contingenti all'esercito imperiale, venendo considerati beni allodiali di proprietà dell'imperatore. L'unico stato con diritto di voto al Reichstag è il ducato del Brabante che aveva il 3º posto al Reichstag.
L'occupazione e la successiva annessione dei territori tedeschi ad ovest del Reno dal governo della Francia rivoluzionaria negli anni novanta del XVIII secolo mise fine all'esistenza della provincia.

## Storia
Le diciassette province imperiali emersero dai Paesi Bassi borgognoni governati in unione personale dai duchi francesi di Borgogna. La maggior parte di essi erano stati feudi del Sacro Romano Impero sul territorio della Bassa Lorena, ad eccezione delle Fiandre e dell'Artois. Nel 1482 caddero nelle mani degli Asburgo.
Nel 1363, il re di Francia Giovanni II di Valois infeudò il figlio minore Filippo il Temerario con il Ducato di Borgogna. Filippo nel 1369 sposò Margherita di Dampierre, unica figlia del conte Luigi II di Fiandra (m. 1384), la cui immensa dote comprendeva non solo le Fiandre e l'Artois ma anche la contea imperiale di Borgogna. Divenne così il capostipite della Casa di Valois-Borgogna che entrò sistematicamente in possesso di diversi feudi imperiali: suo nipote Filippo il Buono, duca di Borgogna dal 1419, acquistò Namur nel 1429, ereditò i ducati di Brabante e Limburgo da suo cugino Filippo di Saint-Pol nel 1430. Nel 1432, costrinse Giacomina di Wittelsbach a cedergli le contee di Hainaut e Olanda con la Zelanda secondo il Trattato di Delft e infine occupò il Lussemburgo, esiliando la duchessa Elisabetta di Görlitz nel 1443.
Il reame borgognone aveva raggiunto dunque una vaga somiglianza con la Lotaringia altomedievale, tuttavia cadde improvvisamente con la morte dell'ambizioso Carlo il Temerario. Nel 1473, aveva stretto un accordo con l'imperatore Federico III d'Asburgo in base al quale avrebbe dato in sposa sua figlia Maria la Ricca al figlio dell'imperatore, l'arciduca Massimiliano I d'Austria in cambio dell'elevazione dei suoi territori imperiali a "Regno di Borgogna", raggiungendo lo stesso grado del regno francese dei suoi cugini Valois. I principi elettori, tuttavia, prevennero questi piani, e il duca Carlo iniziò una campagna disperata contro il ducato di Lorena e fu ucciso nella battaglia di Nancy del 1477. Per assicurare la sua eredità contro il re Luigi XI di Francia, sua figlia Maria sposò comunque Massimiliano nello stesso anno. L'arciduca sconfisse le truppe francesi nella battaglia di Guinegate del 1479 e con il Trattato di Senlis del 1493 annesse le diciassette province - inclusi i feudi francesi delle Fiandre e dell'Artois - ai territori della Casa d'Asburgo. La sovranità passò infine all'Impero con il Trattato di Cambrai nel 1529. Il Ducato di Borgogna propriamente detto divenne feudo dalla corona francese con il Trattato di Arras.
Il nipote e successore di Massimiliano, l'imperatore Carlo V d'Asburgo, vinse le guerre di Gheldria e unì tutte le diciassette province sotto il suo dominio, l'ultima fu il Ducato di Gheldria nel 1543. Il trattato borgognone del 1548 spostò le diciassette province dal circolo del Basso Reno-Vestfalia al circolo borgognone, con conseguente significativo guadagno territoriale per quest'ultimo e un aumento degli obblighi fiscali. La Prammatica Sanzione del 1549 stabilì che le Province dovessero rimanere unite in futuro ed ereditate dallo stesso monarca. Dopo l'abdicazione di Carlo V nel 1556, i suoi regni furono divisi tra suo figlio, il re Filippo II di Spagna, e suo fratello, l'imperatore Ferdinando I. Le diciassette province andarono a suo figlio Filippo. Nel frattempo, una rappresentanza politica comune è stata stabilita attraverso gli Stati Generali dei Paesi Bassi.
I conflitti tra Filippo II e i suoi sudditi olandesi portarono alla guerra degli ottant'anni, che iniziò nel 1568. Le sette province settentrionali ottennero la loro indipendenza come una repubblica chiamata Sette Province Unite. Esse erano:
1. la Signoria di Groninga e l'Ommelanden (Stad en Lande)
2. la Signoria di Frisia
3. la Signoria di Overijssel
4. il Ducato di Gheldria (eccetto il suo quartiere superiore), compresa la contea di Zutphen
5. la Signoria di Utrecht
6. la Contea d'Olanda
7. la Contea di Zelanda

Le province meridionali – Fiandre, Brabante, Namur, Hainaut, Lussemburgo e così via – furono restituite al dominio spagnolo grazie al talento militare e politico del duca di Parma, specialmente durante l'assedio di Anversa (1584-1585). Quindi, queste province divennero note come i Paesi Bassi spagnoli o i Paesi Bassi meridionali.
Le sette province unite settentrionali mantennero parti del Limburgo, del Brabante e delle Fiandre durante e dopo la guerra degli ottant'anni (vedi: Generaliteitslanden), che si concluse con la Pace di Münster (con la Spagna) e il Trattato di Vestfalia nel 1648, in cui anche le potenze straniere riconobbero l'indipendenza delle province unite.
La Pace dei Pirenei del 1659 e i trattati di pace di Aquisgrana (1668) e Nimega (1678) separarono l'Artois e la Franca Contea, nonché parti delle Fiandre, in seguito chiamate Paesi Bassi francesi, e Hainaut dal circolo e dall'impero.
La pace di Utrecht e la pace di Rastatt nel 1713/14 portarono il resto dei Paesi Bassi spagnoli all'Austria, dopo di che il territorio fu chiamato Paesi Bassi austriaci. Al confine con la Francia, il cosiddetto Trattato della Barriera garantiva un diritto di occupazione per le truppe olandesi in diverse fortezze.
Così, negli ultimi anni dell'impero, il circolo imperiale borgognone era costituito da Malines, Lussemburgo, Gheldria austriaca, Hainaut, Fiandre, Tournai, Namur e Brabante, insieme ad Anversa e Limburgo, anche se la maggior parte di questi territori erano in alcuni casi considerevolmente ridotti rispetto al 1512. L'area, che si estende su una superficie di circa 25.880 km² e conta oltre 1,5 milioni di abitanti, fu ceduta alla Francia con la Pace di Campoformio nel 1797.

## Composizione
Il circolo era costituito dalle seguenti province:
| Stemma | Nome                     | Tipologia                | Note |
| ------ | ------------------------ | ------------------------ | --- |
|        | Anversa                  | Margraviato              | ai Duchi di Brabante, poi agli Asburgo; feudo concesso ai Principi d'Orange-Nassau come Breda poi olandese |
|        | Artois                   | Contea                   | sottratta ai francesi nel Rinascimento, annessa dalla Francia nel 1659 |
|        | Besançon                 | Città Imperiale          | annessa alla Francia nel 1678 |
|        | Brabante                 | Ducato                   | Bruxelles è la sede del governatore generale dei Paesi Bassi asburgici e degli Stati Generali dei Paesi Bassi; unico stato del circolo avente diritto di voto al Reichstag appoggiandovisi il titolo di Duca di Borgogna.                               |
|        | Franca Contea (Borgogna) | Contea                   | ufficialmente Borgogna imperiale, annessa alla Francia nel 1678 |
|        | Fiandre                  | Contea                   | sottratta ai francesi nel Rinascimento e divenuta dominio asburgico. Nel 1678 con la pace di Nimega la parte meridionale passa alla Francia |
|        | Frisia                   | Signoria                 | distaccatasi a formare le Province Unite nel 1579 |
|        | Gheldria (Geldern)       | Ducato                   | distaccatasi a formare le Province Unite nel 1579; la parte meridionale è divisa tra Austria e Brandeburgo. Dal 1713 solo una parte (Gheldria Austriaca) rimane in possesso dei Paesi Bassi austriaci                                                   |
|        | Groninga (Groningen)     | Signoria                 | distaccatasi a formare le Province Unite nel 1579 |
|        | Hainaut (Hennegau)       | Contea                   | appartiene ai Paesi Bassi austriaci; in concessione al duca d'Aremberg. Nel 1668 la parte meridionale della contea viene annessa al Regno di Francia |
|        | Limburgo                 | Ducato                   | retto dai duchi di Brabante quindi alla Spagna e poi all'Austria |
|        | Lussemburgo              | Ducato                   | appartiene ai Paesi Bassi spagnoli, poi austriaci |
|        | Malines (Mechelen)       | Signoria                 | retta dai duchi di Brabante, presidente del Parlamento fiammingo costituita da Heven, Mouse, Hombeek, Leest in Heffen, e l'enclave di Heist op den Berg                                                                                                 |
|        | Namur                    | Contea (poi margraviato) | proprietà degli Asburgo amministrata dal principe de Grave |
|        | Olanda                   | Contea                   | distaccatasi a formare le Province Unite nel 1579 |
|        | Overijssel               | Signoria                 | distaccatasi a formare le Province Unite nel 1579, amministra la Contea di Drenthe |
|        | Tournai                  | Comune                   | nominalmente vassallo della contea delle Fiandre (conquistata nel 1521, entra a fare parte del SRI nel 1526 con il Trattato di Madrid)), conquistato dalla Francia nel 1667, ritorna a fare parte dei Paesi Bassi austriaci con il Trattato di Utrecht. |
|        | Utrecht                  | Signoria                 | già Principato Vescovile, distaccatasi a formare le Province Unite nel 1579 |
|        | Zelanda                  | Contea                   | retta dai Conti d'Olanda, poi distaccatasi a formare le Province Unite nel 1579 |
|        | Zutphen                  | Contea                   | retta dai Duchi di Gheldria e padrona della Signoria di Bergh, poi unita alla Gheldria delle Province Unite nel 1579 |

Legenda:
In azzurro gli stati entrati a far parte della Repubblica delle Sette Province Unite.
In giallo gli stati ceduti in toto alla Francia prima del 1795.
Dopo la secessione delle province olandesi del nord e la conquista francese dell'Artois e della Franca Contea, il circolo si ridusse coincidendo nel Settecento coi Paesi Bassi austriaci.